# Synstemon petrovii
Synstemon petrovii är en korsblommig växtart som beskrevs av Viktor Petrovitj Botjantsev. Synstemon petrovii ingår i släktet Synstemon och familjen korsblommiga växter. Inga underarter finns listade i Catalogue of Life.